# ТЕС Асьют-Захід
ТЕС Асьют-Захід — теплова електростанція в центральній частині Єгипту, розташована на плато західного берегу Нілу біля міста Асьют.
Для подолання дефіциту електроенергії з середини 2000-их років в Єгипті розгорнулося масштабне будівництво нових парогазових електростанцій. При цьому нерідко для якнайшвидшої видачі першої продукції спочатку вводили в дію газові турбіни з наступним їх доповненням паровою та створенням блоку комбінованого циклу. Саме так відбулось зі станцією Асьют-Захід, на якій у 2015—2016 роках запустили 8 газових турбін компанії General Electric типу PG9171E потужністю по 125 МВт. В подальшому їх планується доповнити паровими турбінами General Electric D200, які мають одиничну потужність 250 МВт та живитимуться через котли-утилізатори від чотирьох газових турбін кожна.
Станція передусім розрахована на використання природного газу, що надходить по Газопроводу Верхнього Єгипту.
Видача продукції відбувається про ЛЕП, яка працює під напругою 220 кВ.
Варто відзначити, що запуск ТЕС Асьют-Захід дозволив вивести з експлуатації споруджену у 1960-х роках на східній околиці міста конденсаційну ТЕС Асьют, що мала три парові турбіни по 30 МВт, та почати будівництво на її майданчику нової потужної станції